# 마니 (노르드 신화)

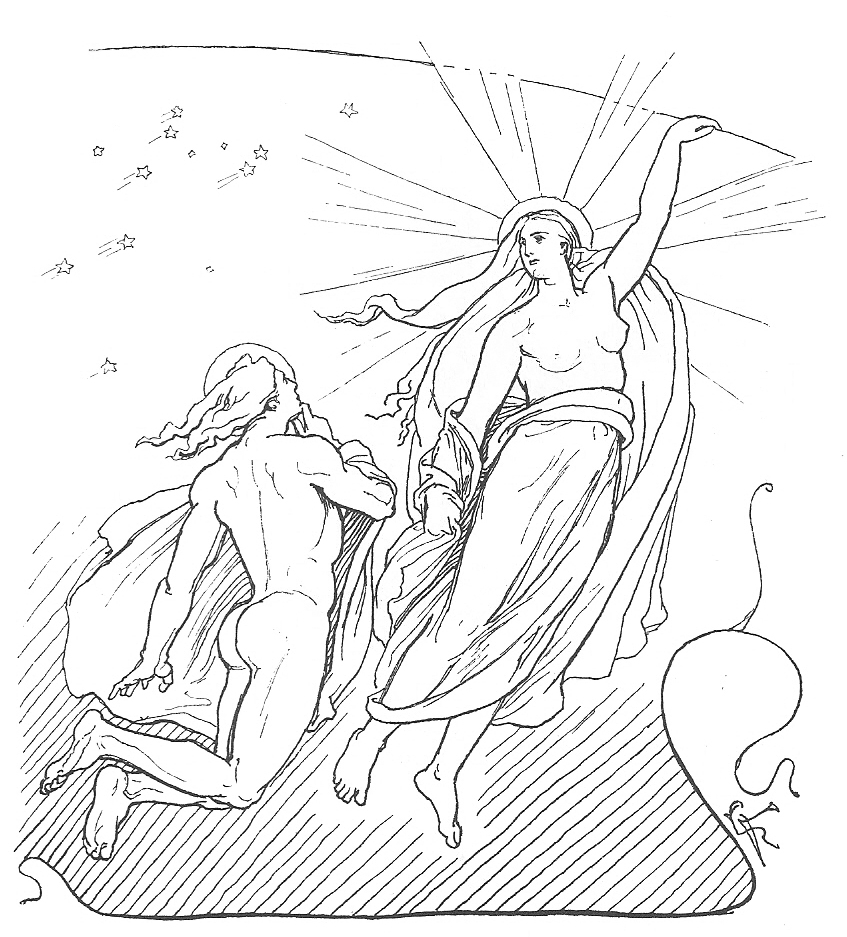
마니와 솔. 1895년 그림.

마니(고대 노르드어: Máni)는 게르만 신화의 달의 신, 또는 의인화된 달이다.
《고 에다》에 따르면 마니는 태양의 여신 솔의 형제이며, 문딜파리의 아들이라고 한다. 또한 《신 에다》에 따르면 마니는 라그나로크 때 괴물 늑대 하티에게 잡아먹혀 죽게 된다.

## 같이 보기
- 월요일